# Малоазиатская мышь
Малоазиатская мышь (лат. Apodemus mystacinus) — вид грызунов семейства мышиных (Muridae).
Ареал охватывает территорию следующих стран: Грузия, Греция (острова востока Эгейского моря, Крит) Ирак, Израиль, Иордания, Ливан, Палестина, Сербия, Сирия, Турция. Встречается на высоте до 2700 метров над уровнем моря. Живёт в лесу со скалистыми выходами и с редким покровом из трав или кустарников.
Ведет ночной образ жизни. Питается зерном, семенами сосны, желудями, стручками рожкового дерева, улитками и насекомыми.
Никаких серьезных угроз для этого вида не существует. Проживает в охраняемых районах.